# Aroldis Chapman
Albertin Aroldis Chapman De La Cruz (né le 28 février 1988 à Holguín, Cuba) est un lanceur de relève gaucher des Boston Red Sox de la Ligue majeure de baseball. 
Il lance de 2010 à 2015 pour les Reds de Cincinnati, qu'il représente 4 fois de suite au match des étoiles. Il détient le record du lancer le plus rapide (169 km/h) à avoir été chronométré en Ligues majeures. Avec des lancers atteignant 164,73 à 167,24 km/h, il décoche les 62 tirs les plus rapides parmi tous les lanceurs du baseball majeur durant la saison 2015.

## Carrière

### Défection de Cuba
Lanceur gaucher considéré comme l'un des meilleurs joueurs d'avenir de Cuba, Aroldis Chapman possède une balle rapide qui a été chronométrée à 169 km/h.
Après une tentative avortée de faire défection de son pays natal au printemps 2008, Chapman est convoqué par le président cubain Raúl Castro qui le suspend de la Serie Nacional et le bannit de l'équipe nationale devant participer aux Jeux olympiques d'été de 2008 à Beijing.
Chapman participe toutefois l'année suivante à la Classique mondiale de baseball avec la formation cubaine.
Le 1er juillet 2009, Chapman se trouve à Rotterdam, aux Pays-Bas, pour participer au tournoi de baseball World Port. Pour des raisons inexpliquées, la Fédération cubaine de baseball ne confisqua pas aux joueurs leurs passeports à leur arrivée aux Pays-Bas. Une fois à l'hôtel où l'équipe réside, Chapman informe son co-chambreur qu'il sort fumer une cigarette. Avec pour seuls objets personnels son passeport et un paquet de cigarettes, il décide de faire faux-bond à ses compatriotes et téléphone à une connaissance. Une voiture vient le cueillir et Chapman disparaît pendant deux jours. Il trouve par la suite refuge à Andorre.

### Ligue majeure de baseball

#### Saison 2010

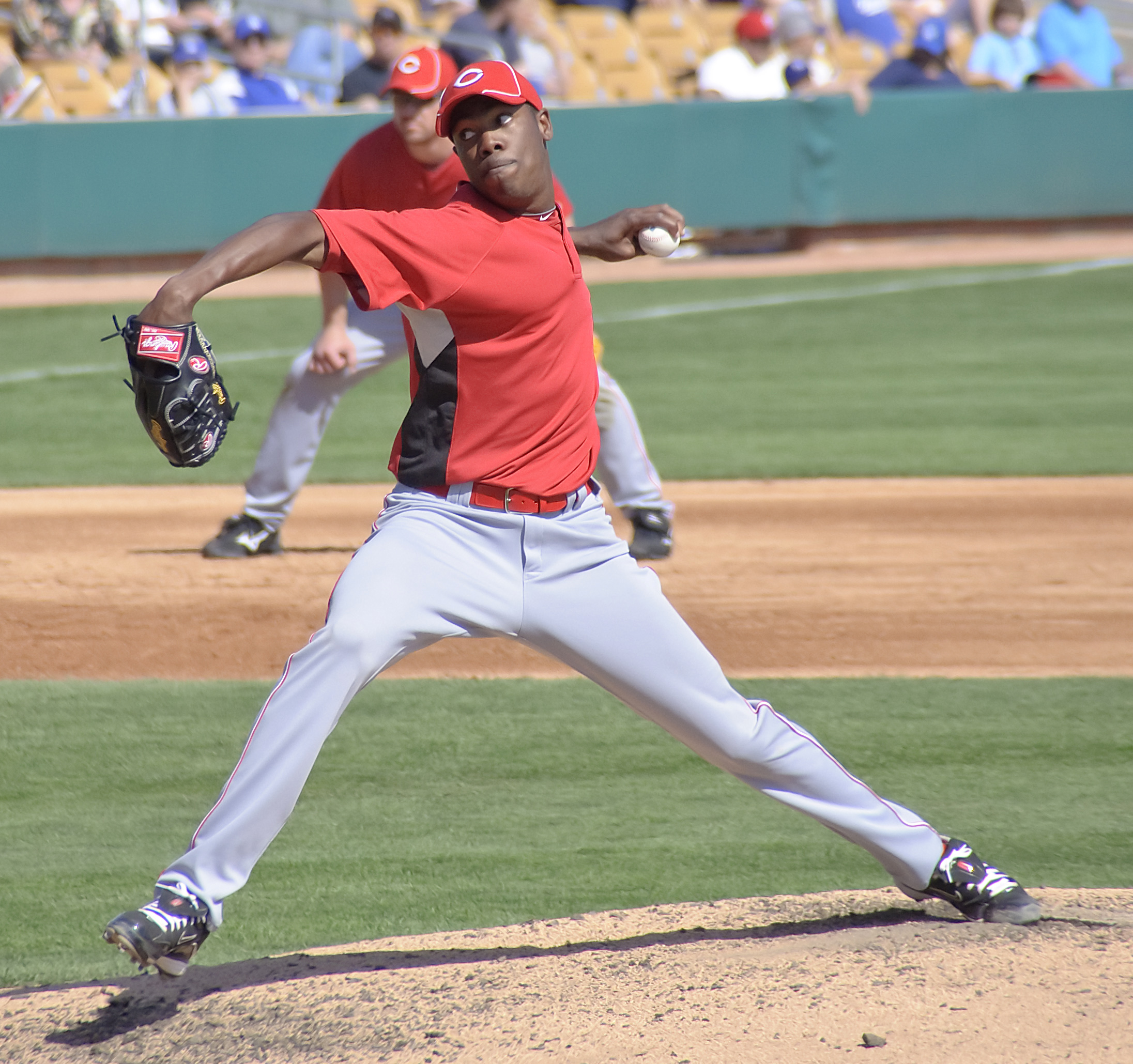
Aroldis Chapman au camp d'entraînement des Reds en mars 2010.

Le 11 janvier 2010, les Reds de Cincinnati de la Ligue nationale de baseball annoncent la mise sous contrat d'Aroldis Chapman pour six ans. Le contrat est estimé à 30 millions de dollars US.
Après avoir participé à l'entraînement de printemps des Reds en 2010, il est assigné à leur club-école de niveau Triple-A, les Bats de Louisville de la Ligue internationale.
Rappelé des ligues mineures à la fin août afin d'être disponible pour les Reds durant les séries éliminatoires, Chapman fait ses débuts dans les majeures au Great American Ball Park de Cincinnati le 31 août contre les Brewers de Milwaukee. Il lance une manche parfaite et impressionne avec quatre lancers chronométrés à au moins 100 miles à l'heure, le plus rapide atteignant 166 km/h. Le 1er septembre, il demeure parfait durant une autre manche au monticule et est crédité de sa première victoire dans les majeures, dans un gain des Reds sur les Brewers.
Il est surnommé « Le missile cubain » (« The Cuban Missile ») en raison de ses origines et de sa balle rapide explosive,. Le 25 septembre 2010, il sert à Tony Gwynn, Jr. des Padres de San Diego un lancer à 169 km/h, le tir le plus rapide jamais mesuré dans un match de la Ligue majeure. Il bat l'ancien record de 168,7 km/h établi par Joel Zumaya des Tigers de Detroit en 2006.
Chapman lance 15 parties en relève pour les Reds en 2010. Il remporte deux victoires contre deux défaites et maintient une moyenne de points mérités de 2,03 en 13 manches et un tiers lancées, avec 19 retraits sur des prises. Il fait deux sorties en relève dans la courte Série de divisions où les Reds voient leur saison prendre fin par une élimination aux mains des Phillies de Philadelphie. En une manche et deux tiers lancées, Chapman accorde trois points, mais aucun n'est un point mérité. Il est néanmoins le lanceur perdant du deuxième match Reds-Phillies le 8 octobre.

#### Saison 2011
En 2011, toujours utilisé comme releveur, Chapman réussit 70 retraits sur des prises en 50 manches au monticule. Amené au monticule dans 54 parties des Reds, il remporte 4 victoires contre une seule défaite et enregistre le 6 juin contre Saint-Louis son premier sauvetage dans le baseball majeur.

#### Saison 2012

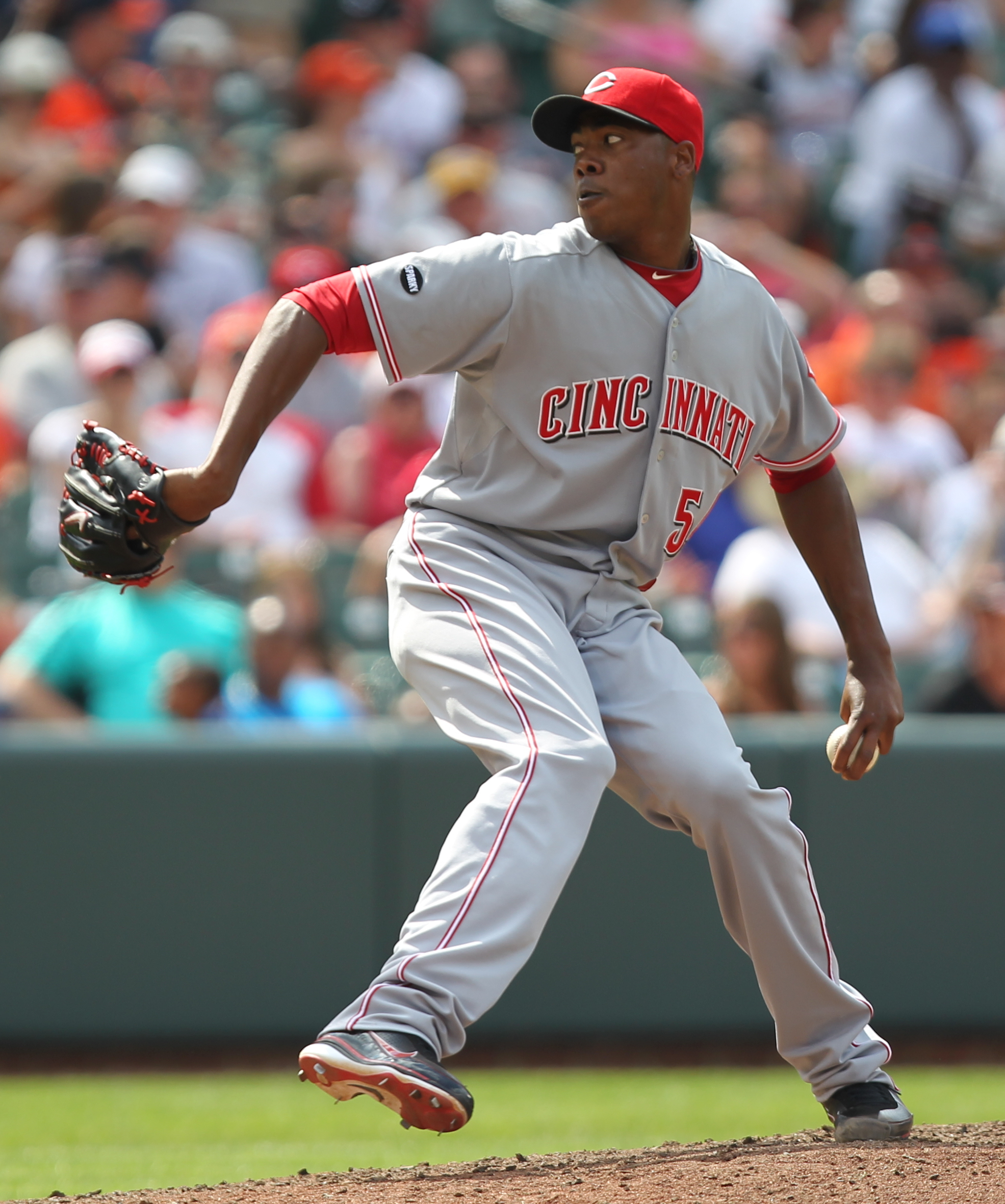
Aroldis Chapman lançant pour Cincinnati en 2011.

Chapman est nommé stoppeur des Reds le 20 mai 2012 et il termine 3e de la Ligue nationale pour les sauvetages avec 38 en 43 occasions,. Du 26 juin au 4 septembre, il réalise un record de franchise avec 27 sauvetages en 27 occasions consécutives. Il présente une excellente moyenne de points mérités de 1,51 en 71 manches et deux tiers lancées, au cours desquelles il enregistre 122 retraits sur des prises, soit en moyenne 15,3 par 9 manches au monticule. Il gagne cinq parties contre cinq défaites. Invité à son premier match d'étoiles, Chapman est un des deux releveurs avec Craig Kimbrel des Braves d'Atlanta à recevoir des votes au scrutin désignant le gagnant du trophée Cy Young du meilleur lanceur de la saison. Il prend la 8e place du vote. De plus, il prend le 12e rang du vote désignant le joueur par excellence de l'année dans la Ligue nationale.
Il participe aux séries éliminatoires avec les Reds, champions de la division Centrale de la Ligue nationale. Amené au monticule pour préserver la victoire des Reds, en avant 5-1 dans la Série de divisions qui oppose Cincinnati à San Francisco, Chapman connaît des ennuis alors qu'il accorde un point mérité, deux buts-sur-balles et commet deux mauvais lancers, mais il retire sur des prises Buster Posey avec les buts remplis pour mettre un terme au match. Il effectue deux autres sorties sans accorder de point dans la série, perdue par les Reds.

#### Saison 2013
Malgré le fait que Chapman ait été l'un des releveurs et stoppeurs les plus efficaces du baseball en 2012, Cincinnati envisage de l'utiliser comme lanceur partant en 2013. L'équipe surprend toutefois lorsqu'elle se ravise et annonce vers la fin de l'entraînement de printemps que Chapman lancera de nouveau en relève en 2013. 
En relève pour Cincinnati, Chapman apparaît encore dans 68 matchs en 2013, égalant son total de parties jouées de la saison précédente. Il enregistre le même nombre de sauvetages, soit 38, bon pour la 3e place dans la Ligue nationale. En 63 manches et deux tiers lancées, sa moyenne de points mérités est de 2,54 avec 112 retraits sur des prises, 4 victoires et 5 défaites. Il reçoit à la mi-saison sa 2e invitation au match des étoiles.

#### Saison 2014
Lors d'un match pré-saison disputé le 19 mars 2014 à Surprise en Arizona, Chapman est violemment atteint au visage par une balle frappée en flèche par Salvador Pérez des Royals de Kansas City. Par respect pour le joueur des Reds, les entraîneurs des deux équipes demandent et obtiennent de l'arbitre l'arrêt de la partie. Transporté hors du terrain sur un brancart, Chapman souffre de fractures près de l'œil droit et du nez, ce qui requiert une chirurgie. Il rate de le début de la saison 2014 des Reds et son absence est estimée à 6 ou 8 semaines.
En éliminant Jordy Mercer des Pirates de Pittsburgh le 11 juillet 2014, Chapman établit un nouveau record du baseball majeur en enregistrant au moins un retrait sur des prises dans 40 apparitions consécutives en relève, une séquence qui a débuté le 21 août 2013 et qui est une partie plus longue que le record précédent, établi par Bruce Sutter sur 39 matchs du 1er juin au 2 octobre 1977.
Il reçoit à la mi-saison sa 3e invitation en autant d'années au match des étoiles.
Chapman maintient sa moyenne de points mérités à 2,00 en 54 manches lancées lors de 54 apparitions au monticule en 2014 et enregistre 106 retraits sur des prises. Il réalise 36 sauvetages.

#### Saison 2015
Le 19 juillet 2015, Chapman réussit le 500e retrait sur des prises de sa carrière. Ce total est atteint en 292 manches dans les majeures, battant le précédent record de 500 retraits sur des prises en 305 manches par Craig Kimbrel.
La moyenne de points mérités de 1,63 de Chapman en 66 manches et un tiers lancées pour les Reds en 2015 est sa seconde meilleure en carrière après sa saison 2012. Ses 116 retraits sur des prises représentent aussi son second meilleur total jusque-là, après 2012. Pour un club de dernière place, il réalise 33 sauvetages. Il honore sa 4e invitation en autant d'années au match des étoiles.

### Incident de violence conjugale
Au début décembre 2015, les Dodgers de Los Angeles s'entendent avec les Reds de Cincinnati pour leur transférer deux joueurs d'avenir en échange de Chapman,. La transaction avorte cependant après les révélations faites par Yahoo! le 7 décembre 2015. Après avoir obtenu copie d'un rapport du département de police de Davie, le site web publie en effet les détails d'un incident de violence conjugale survenu dans la nuit du 30 au 31 octobre 2015 à la résidence d'Aroldis Chapman à Davie, en Floride. Cristina Barnea, amie de cœur de Chapman, avec qui elle a une enfant, alerte les policiers après que Chapman eut, selon elle, tenté de l'étrangler, ce que nie le joueur des Reds. Chapman confirme en revanche s'être barricadé dans son garage après que sa compagne eut pris la fuite, pour y tirer 8 projectiles d'arme à feu dans un mur de béton. Des amis témoignent avoir ensuite enfermé Chapman, sans son arme, dans une autre pièce en attendant l'arrivée des policiers. Aucune arrestation n'est effectuée, en raison d'un « manque de coopération de toutes les parties impliquées », selon la police, qui ne constate pas chez la présumée victime de blessures qui auraient pu mener à une accusation criminelle. 
Après avoir pris connaissance de l'article, la Ligue majeure de baseball ouvre une enquête sur l'incident, comme le suggère sa politique adoptée en août 2015 sur la violence domestique. L'échange de Chapman des Reds aux Dodgers par conséquent avorte. Bien que le directeur général de Cincinnati, Walt Jocketty, soutienne que les révélations de Yahoo! ne représentent pas la cause de l'échec de la transaction, il est généralement accepté qu'il s'agisse de l'une des raisons du retrait des Dodgers de ces discussions, à plus forte raison puisque la menace d'une longue suspension imposée par la ligue plane sur Chapman,,.
Le 21 janvier 2016, le procureur d'État du comté de Broward, en Floride, annonce qu'aucune accusation ne sera portée contre Chapman. La compagne de Chapman avait refusé de porter plainte et indiqué à la police qu'elle ne se rappelait pas avoir dit que Chapman l'avait frappé, et ignorait qui avait tiré le coup de feu entendu le soir de l'incident. Néanmoins, la Ligue majeure de baseball impose des sanctions, en accord avec sa politique régissant, entre autres, les cas de violence conjugale : le 1er mars 2016, la ligue annonce que Chapman (entre-temps passé aux Yankees de New York) est suspendu sans salaire pour 30 matchs de saison régulière, ce qui représente pour lui une perte financière de 1 856 557 dollars.

### Yankees de New York

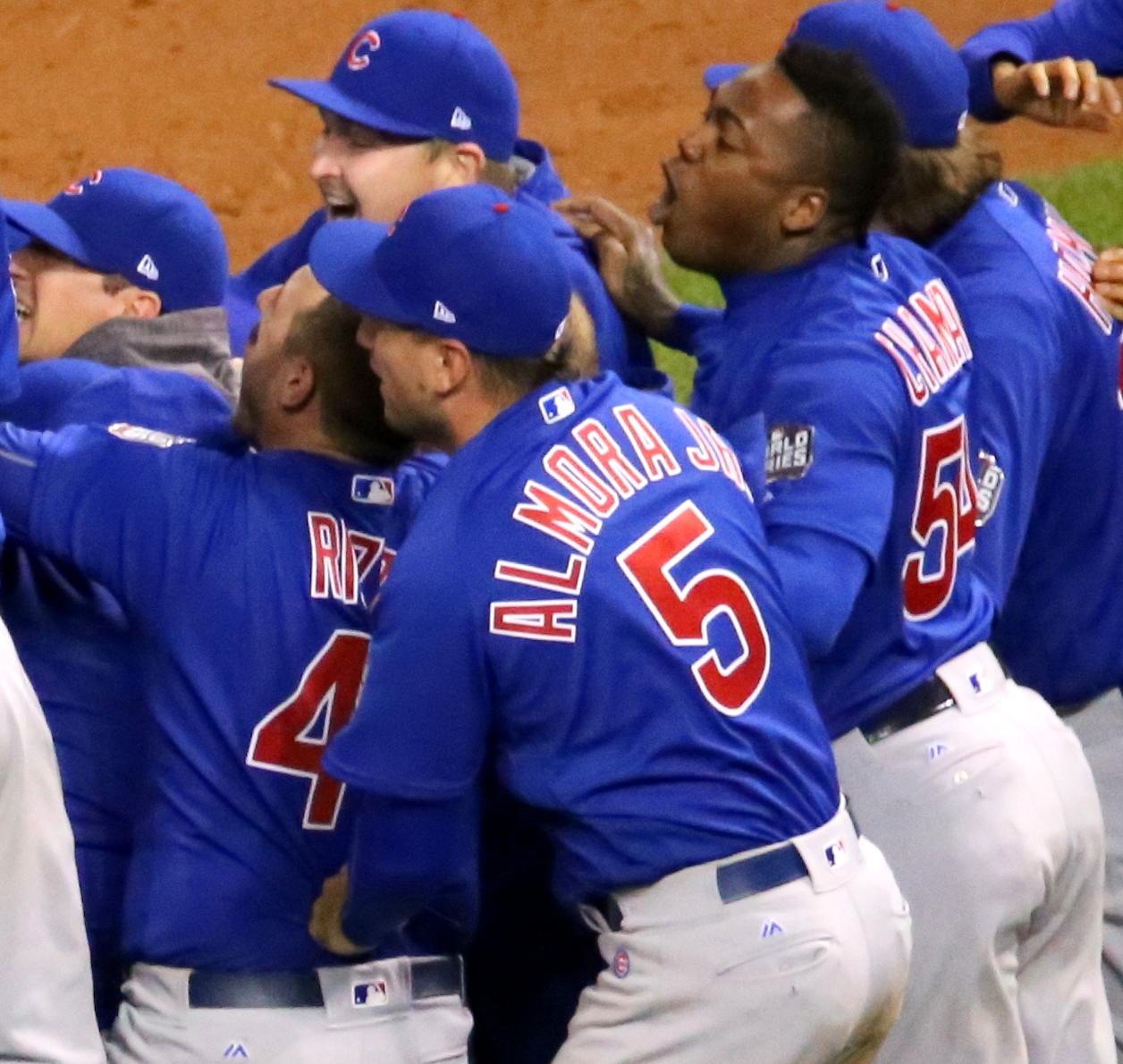
Aroldis Chapman (à droite) joint avec les Cubs de Chicago les célébrations de la victoire en Série mondiale 2016.

Le 28 décembre 2015, les Reds de Cincinnati échangent Aroldis Chapman aux Yankees de New York pour quatre joueurs de ligues mineures : les lanceurs droitiers Caleb Cotham et Rookie Davis, le joueur de troisième but Eric Jagielo et le joueur de deuxième but Tony Renda. Arrivé dans les majeures tardivement durant la saison 2010, Chapman a rempli à Cincinnati cinq des six années prévues au contrat originellement signé avec les Reds, dont les termes sont transférés aux Yankees. Il est donc prévu qu'il soit agent libre après la saison 2016. Cependant, il est au moment du transfert aux Yankees toujours sujet à l'enquête de la Ligue majeure de baseball sur l'incident de violence domestique survenu en octobre précédent ; une suspension sans salaire de 45 jours ou plus imposée par la ligue réduirait son nombre de jours passés sur un effectif de Ligue majeure, et repousserait la date de son accession au statut d'agent libre au mois de novembre 2017,,. Chapman est éventuellement suspendu pour 30 matchs, ce qui ne modifie pas son statut d'agent libre à venir après la saison 2016.
Le 18 juillet 2016, Chapman égale son propre record (établi en 2010) du lancer le plus rapide jamais chronométré en Ligues majeures avec un tir à 169,1 km/h à J. J. Hardy des Orioles de Baltimore.

### Cubs de Chicago
Le 25 juillet 2016, les Yankees échangent Chapman aux Cubs de Chicago contre le lanceur de relève Adam Warren et 3 joueurs des ligues mineures : l'arrêt-court Gleyber Torres et les voltigeurs Billy McKinney et Rashad Crawford. Chapman, qui devient agent libre au terme de la saison, fait partie de l'équipe des Cubs championne de la Série mondiale 2016. Dans le 5e match de la finale, Chicago faisant face à l'élimination, il réalise une performance qui lui est inhabituelle en réalisant un sauvetage de 8 retraits, totalisant 42 lancers. Il est le lanceur gagnant du dernier match de la finale contre Cleveland malgré une mauvaise performance où il sabote l'avance des Cubs en accordant un coup de circuit à Rajai Davis, égalant la marque et poussant le match ultime en manches supplémentaires.

### Retour avec les Yankees
Le 15 décembre 2016, Chapman, qui est devenu agent libre, retourne chez les Yankees de New York, avec qui il signe un contrat de 86 millions de dollars pour 5 ans.